# Berliner Rugby Club
Der Berliner Rugby Club e. V., kurz BRC, ist ein Rugbyverein, der im Jahr 1926 im Berliner Bezirk Charlottenburg gegründet wurde. Die erste Mannschaft des Vereins spielt in der 1. Bundesliga (Nord/Ost-Staffel).

## Geschichte
Der Verein wurde 1926 in Berlin Charlottenburg gegründet und ist Mitglied im Berliner Rugby-Verband. Den größten Erfolg im Herrenbereich erzielte der Verein 1989, als er bis in das Finale um die deutsche Meisterschaft vordringen konnte, dieses jedoch verlor. 1983 und 1988 verlor der BRC jeweils das Finale um den DRV-Pokal. Die erste Mannschaft der Herren spielt in der Nord/Ost-Staffel der 1. Bundesliga, die zweite Mannschaft in der 2. Bundesliga (Ost Staffel) und die dritte Mannschaft in der Regionalliga Nord/Ost. Der Verein zeichnet sich durch eine intensive Kinder- und Jugendarbeit aus und ist einer der wenigen Rugbyvereine in Deutschland, die in allen Altersklassen Mannschaften stellen können.

## Erfolge
- Rugby-Bundesliga: Finalist 1989
- DRV-Pokal: Finalist 1983 und 1988
- DRV-Ligapokalsieger 2004

## Bekannte Spieler
- Fritz Feyerherm (1935 bis 2008), ehemaliger Nationalspieler, Schiedsrichter und Sportfunktionär, 35 Jahre Präsident des Vereins und Träger des Bundesverdienstkreuzes am Bande.